# Webb (Mississippi)
Pour les articles homonymes, voir Webb.
Webb est une ville américaine située dans le comté de Tallahatchie, dans le Mississippi. Selon le recensement de 2020, sa population est de 416 habitants.